# Friedrich Mordstein
Friedrich Mordstein (* 22. Juni 1920 in München; † 4. September 2010) war ein österreichischer Philosoph.
Mordstein kam als Sohn des Oberlehrers Friedrich Mordstein und der Maria Mordstein, geborene Resch, zur Welt. Er studierte an der Universität München und promovierte dort 1947. Nach Tätigkeiten als Lehrer und wissenschaftlicher Assistent folgte 1959 die Habilitation. 1960 folgte er einem Ruf als außerordentlicher Professor nach Augsburg und wurde dort 1966 ordentlicher Professor. Von 1970 bis zu seiner Emeritierung war er Professor an der Universität München.

## Schriften
- Menschenbild und Gesellschaftsidee. München, 1959
- Geschichtsphilosophische Aspekte des Ideologieproblems, in: Festschrift für Alois Dempf. Freiburg (Breisgau): Alber, 1960. S. 290–308.
- Menschenbild und Gesellschaftsidee. Stuttgart: Kohlhammer, 1966
- Ist der Marxismus ein Humanismus? Stuttgart: Kohlhammer, 1969